# Słownik pracowników książki polskiej
Słownik pracowników książki polskiej (Spkp) – polski specjalistyczny słownik biograficzny.

## Charakterystyka
Wydany w 1972 w Łodzi przez Państwowe Wydawnictwo Naukowe; zawiera biogramy bibliotekarzy, bibliofilów, wydawców, księgarzy, drukarzy, ilustratorów, introligatorów, kolporterów, właścicieli kolekcji, bibliologów oraz bibliotekoznawców; suplementy do słownika wydano w 1986, 2000, 2010 i 2016.
Prace nad Słownikiem zainicjował Adam Łysakowski, będący dyrektorem Państwowego Instytutu Książki w Łodzi w latach 40. XX wieku. W 1958 roku wyszedł zeszyt próbny Słownika. W 1962 roku powstał Komitet Redakcyjny, którego siedzibą była Biblioteka Uniwersytecka w Łodzi, który wysłał do prawie 500 osób wraz z zaproszeniem do współpracy Wykaz haseł proponowanych do opracowania. Redaktorem naczelnym została Irena Treichel.
Słownik ukazał się nakładem Państwowego Wydawnictwa Naukowego w 1972, w opracowaniu biogramów wzięło udział ponad 550 autorów. Zawierał ok. 3 tys. biogramów oraz wstęp autorstwa I. Treichel. Po opublikowaniu Słownika rozpoczęły się prace nad suplementem, o którym była już mowa we wstępie do głównego wydawnictwa. Redaktorem pozostała Irena Treichel. Suplement ukazał się w 1986, dzięki uzyskanej pomocy finansowej Instytutu Bibliotekoznawstwa i Informacji Naukowej Uniwersytetu Wrocławskiego, Biblioteki Uniwersyteckiej w Łodzi oraz fundacji Heleny Więckowskiej (zawierał ok. 550 życiorysów).
W 1987 – po śmierci I. Treichel redakcję drugiego Suplementu objął Jerzy Tynecki, a po jego śmierci w 1992 Hanna Tadeusiewicz, która doprowadziła do wydania suplementów: drugiego i trzeciego
Suplement II ukazał się w 2000 i zawiera 392 biogramy, głównie osób zmarłych po 1980.
Suplement III, opublikowany w 2010, pomieścił 404 biogramy osób przede wszystkim zmarłych po roku 2000.
Suplement IV, opublikowany w 2016.
Od 1992 redakcja Słownika działa w Katedrze Informatologii i Bibliologii Uniwersytetu Łódzkiego (Pracownia Słownika pracowników książki polskiej – kierownikiem Pracowni jest (2019) Agata Walczak-Niewiadomska).

## Chronologia
Dotychczas (2019) ukazały się drukiem:
- Słownik biograficzny pracowników książki polskiej: zeszyt próbny, pod red. Ksawerego Świerkowskiego. Warszawa: Ministerstwo Szkolnictwa Wyższego, 1958; 135 s.
- Słownik biograficzny pracowników książki polskiej: wykaz haseł. Warszawa: Państwowe Wydawnictwo Naukowe, 1962. 194 s.;
- Słownik pracowników książki polskiej; pod red. I. Treichel. Warszawa – Łódź: Państwowe Wydawnictwo Naukowe, 1972; 1042 s.;
- Słownik pracowników książki polskiej. Suplement; pod red. I. Treichel. Warszawa – Łódź: Państwowe Wydawnictwo Naukowe, 1986; 414 s. ISBN 83-01-02731-2.
- Słownik pracowników książki polskiej. Suplement 2; pod red. H. Tadeusiewicz. Warszawa: Wydawnictwo Stowarzyszenia Bibliotekarzy Polskich, 2000; 204 s. (Seria: Nauka, Dydaktyka, Praktyka; 39) ISBN 83-87629-45-6; dostęp on line:[4]
- Słownik pracowników książki polskiej. Suplement 3; pod red. H. Tadeusiewicz. Warszawa: Wydawnictwo Stowarzyszenia Bibliotekarzy Polskich, 2010; 351 s. (Seria: Nauka, Dydaktyka, Praktyka; 121) ISBN 978-83-61464-48-8; dostęp on line: http://bbc.uw.edu.pl/dlibra/doccontent?id=784
- Słownik pracowników książki polskiej. Suplement 4; pod red. M. Rzadkowolskiej. Warszawa: Wydawnictwo Stowarzyszenia Bibliotekarzy Polskich, 2016; 364 s. + dysk CD-ROM (Seria: Nauka, Dydaktyka, Praktyka; 171) ISBN 978-83-64203-74-9[5].